# Nguyen Hop Doan
Nguyen Hop Doan (né le 28 août 1928 et mort le 15 avril 2002) est le dernier maire de Saïgon, capitale de la République du Viêt Nam (Sud-Viêt Nam) et gouverneur de la province de Gia Định, avant la chute de Saïgon qui mènera à la réunification du pays sous le régime communiste du Nord-Viêt Nam en 1975.

## Biographie
Il fait ses études à l'Académie militaire de l'Armée nationale vietnamienne alors que le pays est encore sous tutelle française, avant d'étudier au Command and General Staff College et au United States Army War College. En 1952, il devient le plus jeune major de l'ARVN à 24 ans en 1952.
En 1954, sa famille, farouchement anti-communiste, fuit le pays après la signature des accords de Genève.
Pendant la guerre du Viêt Nam, il contribue à l'échec de l'offensive du Tet communiste en 1968.
Il est désigné en 1975 maire de Saïgon par le président Nguyễn Văn Thiệu et est promu simultanément au rang de brigadier-général.
Après la chute de la ville, il s'exile aux États-Unis.